# Piedra fundacional de Posadas
La piedra fundacional de Posadas —también conocida como Piedra Fundacional Itapúa—  localizada en la plazoleta «Nuestra Señora de la Anunciación de Itapúa» en la intersección de la Avenida Costanera y la Bajada Vieja, indica el sitio aproximado en donde, un 25 de marzo de 1615 el Padre Roque González de Santa Cruz que fundó la Reducción Jesuítica del mismo nombre y que años más tarde sería trasladada a la margen derecha del Río Paraná, hoy Ciudad de Encarnación. Esta roca de la fundación de Nuestra Señora de la Anunciación de Itapúa es tomada como el antecedente más importante de lo que más adelante sería hoy la Ciudad de Posadas.

## Referencias

Localización de las misiones jesuíticas guaraníes en los actuales territorios de Argentina, Paraguay y Brasil. Nuestra Señora de la Encarnación de Itapúa es el número 25 de la lista.